# Tommy Genesis

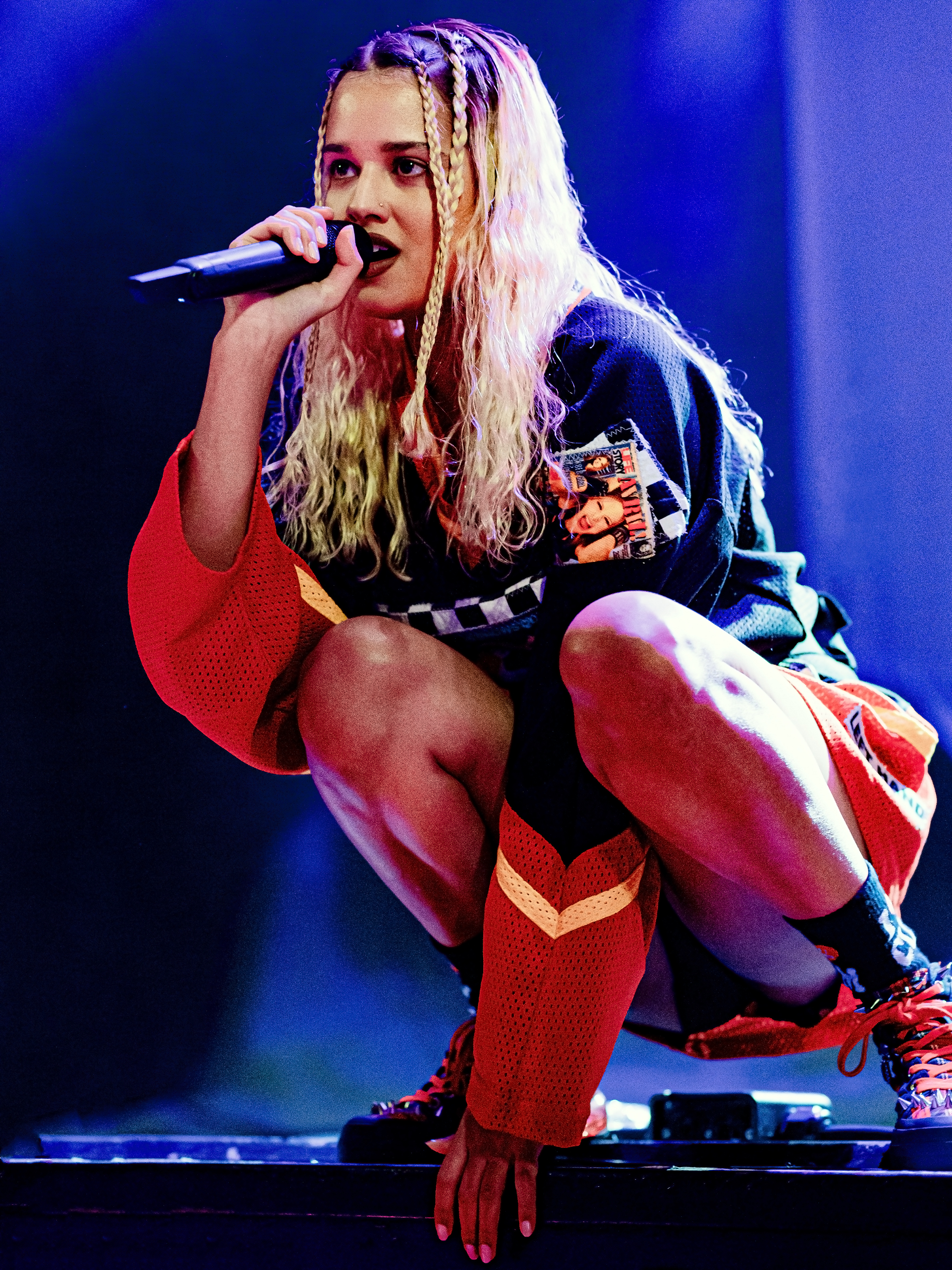
Tommy Genesis

Tommy Genesis, bürgerlicher Name Genesis Yasmine Mohanraj (* 18. August 1990 in Vancouver), ist eine kanadische Rapperin. Sie hat schwedische und tamilische Wurzeln. Neben ihrer Musikkarriere arbeitet sie als Model und bildende Künstlerin.
Tommy Genesis’ Musikstil wird oft als experimentell beschrieben und enthält Elemente aus verschiedenen Genres wie Rap, Pop, Deep House, Punk und Indie. 2013 begann sie als Teil des Projekts G3NESIS zu rappen und Songs aufzunehmen. Zwei Jahre später veröffentlichte sie ihr erstes Mixtape World Vision. Ihr Debütalbum Tommy Genesis erschien 2018 und wurde von Kritikern positiv aufgenommen. Es folgte im Dezember 2019 eine EP namens Tommy Genesis (Remixed), auf der Remixe von Songs ihres Debütalbums zu hören sind. Tommy Genesis’ Texte sind oft anstößig und behandeln Themen wie Sexualität und Fetischismus. Ihre Musik bezeichnet sie selbst deshalb auch als „Fetisch-Rap“.
Das Artwork ihres zweiten Studioalbums Goldilocks X (2021) wurde von einem Cover des Playboy-Magazins aus den 70er Jahren inspiriert, auf dem ein Mädchen mit langen blonden Haaren zu sehen war. Dies führte dazu, dass sie begann, über die Verbindung zwischen Sexualität und Fantasie nachzudenken.
Tommy Genesis hat Mode- und Kunstprojekte durchgeführt. Sie arbeitet mit der Modemarke Calvin Klein zusammen, ihre Kunstwerke wurden in Galerien ausgestellt.